# Boucekina
Boucekina is een geslacht van vliesvleugeligen uit de familie Pteromalidae. De wetenschappelijke naam van dit geslacht is voor het eerst geldig gepubliceerd in 1974 door Szelényi.

## Soorten
Het geslacht Boucekina is monotypisch en omvat slechts de volgende soort:
- Boucekina splendens Szelényi, 1974